# Koivusaari (ö i Finland, Lappland, Östra Lappland, lat 66,26, long 28,05)
Koivusaari är en ö i Finland. Den ligger i sjön Yli-Suolijärvi och i kommunen Posio i den ekonomiska regionen  Östra Lapplands ekonomiska region  och landskapet Lappland, i den norra delen av landet, 700 km norr om huvudstaden Helsingfors. Öns area är 40,6 hektar och dess största längd är 1,3 kilometer i sydöst-nordvästlig riktning.